# David Matas
David Matas (*29. srpna 1943 Winnipeg, Manitoba, Kanada) je kanadský právník, angažující se v oblasti lidských práv, uprchlíků a imigrační politiky. Působil v různých vládních, nevládních i mezinárodních institucích.

## Život
Je synem Harryho Matase a Esther Steimanové. V roce 1964 získal titul bakalář filozofie na University of Manitoba, o rok později úspěšně dokončil magisterské studium na Princeton University. Další studia úspěšně zakončil jako bakalář právních věd na Oxford University (1967) a bakalář civilního práva (1968). Profesní kvalifikaci získal jako právní zástupce v Middle Templu ve Velké Británii (1969), v roce byl 1971 povolán ke službě u soudu v Manitobě.
V letech 1968-69 působil jako soudní úředník pro předsedu Nejvyššího soudu v Kanadě, byl členem pracovní skupiny kanadské vlády pro zahraniční vlastnictví (Foreign Ownership Working Group) v roce 1969, smluvním zaměstnancem kanceláře Thompson, Dorfman & Sweatman v letech 1970-71, zvláštním asistentem druhého generálního prokurátora v letech 1971-72. Dále také spolupracoval s kanceláří Schwartz, McJannet, Weinberg v letech 1973-79 a vede privátní praxi v uprchlickém a imigrační právu a v oblasti lidských práv, 1979 – až dodnes.

## Soudní kauzy pro kanadský Nejvyšší soud
Taylor versus Kanada (Komise pro lidská práva), 1990, Kindler v. Kanada (Ministr spravedlnosti), 1991, Kanadská církevní rada v. Kanada (Ministr práce a imigrace), 1992, Deghani v. Kanada (Ministr práce a imigrace), 1993, R. v. Finta, 1994, Reza v. Kanada, 1994, Ross v. New Brunsvick School District, 1996, Canadian Liberty Net v. Kanada (Komise pro lidská práva), 1998, Pushpatan v. Kanada (Ministr práce a imigrace), 1998, R. v. Sharpe, 2001, Spojené státy americké v. Burns, 2001, Suresh v. Kanada (Ministr práce a imigrace), 2002, Chieu v. Kanada (Ministr práce a imigrace), 2002, Schreiber v. Kanada (Ministr spravedlnosti), 2002, Gosselin v. Québec (Ministr spravedlnosti), 2002, Syndicat Northcrest v. Anselem, 2004, Mugesera v. M. C. I., 2005, Esteban v. M.C.I., 2005.

## Mezinárodní lidskoprávní činnost
V lednu 2006 vydal společně s bývalým kanadským tajemníkem pro Asii a Tichomoří Davidem Kilgourem nezávislou vyšetřovací zprávu Krvavá sklizeň (Bloody harvest), která se zabývala odebíráním orgánů členům hnutí Fa-lun-kung v Číně. Po dvou měsících vyšetřování, ke kterému je mimo jiné přizval čínský advokát Kao Č'-šeng prohlásili, že čínská vláda, popravila "velké, ale neznámé množství vězňů svědomí z řad praktikujících Fa-lun-kungu a odebrali jim vnitřní orgány zahrnujíc rohovky, srdce, ledviny a játra a tyto orgány pak s velkým ziskem prodaly zahraničním zájemcům, poptávajícím zdravé orgány k transplantaci."  Oba vyšetřovatelé uvádějí, že jejich zpráva nebyla ani jednou z dotčených stran (Fa-lun-kung, Čínská lidová republika) vyvrácena.
Aby přiměli čínskou vládu zastavit tyto absurdní obchody, navštívili vyšetřovatelé více než čtyřicet zemí, kde se zvyšovali veřejné povědomí o masovém, nelegálním a násilném odebírání orgánů v Číně.

## Vládní zakázky
Člen kanadské delegace do Valného shromáždění OSN, 1980, člen Taktické skupiny pro otázky imigrace, 1980-1981, člen kanadské delegace na konferenci Spojených národů na téma Mezinárodní dvůr pro trestní právo, člen kanadské delegace na Stockholmském mezinárodním fóru o holocaustu, 2000, ředitel Mezinárodního centra pro lidská práva a demokratický rozvoj (později Rights and Democracy), 1997-2003, člen kanadské delegace do Organizace pro spolupráci a bezpečnost v rámci Evropské konference o antisemitismu, Vídeň 2003 a Berlín 2004.

## Univerzitní působení
Přednášející na téma ústavní právo, McGill University, 1972-73, přednášející předmětů “Úvod do ekonomie” a “Kanadské ekonomické problémy”, 1982, mezinárodní právo, 1985, občanské svobody, 1986-88, zákon o imigraci a uprchlictví, 1989, na University of Manitoba.

## Aktivity
Ředitel Mezinárodního fondu pro bezpečnost a pomoc Jižní Africe, Kanada, 1990 - 91, ředitel kanadsko-jihoafrické spolupráce, 1991-93, jeden z předsedů kanadského Helsinského výboru pro lidská práva, 1985-dodnes, ředitel Asociace práv a svobod Manitoba, člen winnipegské sekce rady kanadských přátel Hebrejské univerzity, Organizace Přes hranice, zakládající člen a právní poradce, moderátor mezinárodního sněmu ECPAT (Konec dětské pornografii a únosům), Bangkok 2002 a Rio de Janeiro, 2005.

### Amnesty International
Člen stálé komise pro mandát mezinárodní výkonné komise Amnesty International, 1993-1999, právní koordinátor kanadské sekce, 1980, člen pracovní skupiny pro otázky trestní nepostižitelnosti, 2002- 2005.

### B’nai Brith Canada
Předseda ligy pro lidská práva, 1983-85, čestný poradce a viceprezident, 1996- 1998.

### Kanadská právní asociace
Člen ústavní komise, 1977-78, předseda sekce ústavního a mezinárodního práva 1979-82, předseda sekce pro imigrační zákon, 1996-97, člen pracovní skupiny pro rasovou rovnost v advokacii 1994-2000, člen pracovní skupiny pro revizi kanadského zákona o lidských právech, 1999, člen komise federálního soudního dvora pro mezisoudní spolupráci, 1999-dodnes, od roku 2004 ve funkci předsedy, člen komise pro realizaci rasové rovnosti, 2000-2004, jako předseda 2002-2004, člen Stálé komise pro rovnost, 2004- dodnes.

### Kanadská Rada pro uprchlíky
Předseda pracovní skupiny pro zámořskou celní ochranu, 1989-1991, člen mezinárodní skupiny expertů pro sankce pro dopravce, předseda Taktické skupiny pro bezpečnost styku se zámořím, 1992, prezident, 1991-95.

### Kanadský židovský kongres
Předseda právní skupiny pro válečné zločiny, 1981-84, spolupředseda, projekt rasových vztahů a práva, 1985-87, starší nevládní organizace B'nai B'rith Canada.

### Mezinárodní komise soudců
Nejprve člen rady kanadské sekce (1983-94), později viceprezident (1994–2003).

### Jako pozorovatel
Trestní stíhání Eddieho Carthana, Lexington, Mississippi, (pro Amnesty International), 1982, odsouzení Dennise Bankse, Custer, Jižní Dakota (pro Amnesty International), 1984, žaloba vězňů proti illinoiské věznici Marion (pro Amnesty International), 1985, soudní spor o azyl, Tucson, Arizona, (pro Mezinárodní komisi soudců), 1985 - 86, trestní stíhání Filiberta Ojeda Riose, San Juan, Portoriko (pro Amnesty International), 1989, soudní stíhání Enhadda, Tunis, Tunisko (pro Human Rights Watch a mezinárodní soudní skupinu pro lidská práva), 1990, trestní stíhání odpíračů vojenské služby, Camp Lejeune, Severní Karolína (pro Amnesty International), 1991, odsouzení sedmi Grenaďanů, Grenada (pro Human Rights Watch), civilní spor o kompenzaci pro oběti mučení (režimu diktátora Marcose), Honolulu, Havaj (pro Mezinárodní komisi soudců), 1992.

### Zkušenost jako pozorovatel voleb
Parlamentní kandidát za liberální stranu, Winnipeg South Center, 1979, 1980, 1984, pozorovatel voleb za Kanadskou právní asociaci v Jižní Africe, 1994, v roce 2004 na Ukrajině pro Canada Corps, v roce 2006 na Haiti, jako zástupce Mezinárodní komise pozorovatelů voleb.

### Politická zkušenost
Předseda politického výboru provincie Manitoba a člen národní komise pro politiku kanadské Liberální strany, 1973-1978, člen komise pro volební program, 1980.

## Ocenění
Medaile konfederace udělovaná druhým státním prokurátorem, 1992, Medaile k patnáctému výročí konce 2. světové války, udělovaná židovskými válečnými veterány, 1995, Medaile za vynikající výsledky Asociace práv a svobod státu Manitoba, 1996, Čestný doktorát z práva, Concordia University, Humanitární cena dr. Percy Barsyho, udělovaná kanadskou nemocniční nadací Shaare Zedek, 1997, Ocenění Centennial Community Service Award winnipegské sekce Národní rady židovských žen, 1997, laureát ceny montrealské společnosti Lord Reading Law, 1997, Cena za dosažené výsledky v oblasti lidských práv, uděluje Liga pro lidská práva B’nai Brith Canada oblasti Midwest, 1999, Cena za dosažené výsledky v oblasti lidských práv Community Legal Education Association provincie Manitoba, prezidentská pochvala B’nai Brith Canada, 2004, 2005, Cena Osobnost roku 2006, udělovaná vancouverským Bratrstvem pro náboženskou toleranci.

## Publikace
“Kanadský imigrační zákon”, 1986, “Opožděná spravedlnost: nacističtí váleční zločinci v Kanadě”, 1987, se Susan Charendoff, “Spor o azyl”, 1989, “Dveře se zavírají: selhání ochrany pro uprchlíky”, 1989, s Ilanou Simon, “Už ne: bitva proti porušování lidských práv”, 1994, spoluautor “Mašinérie smrti”, Amnesty International USA, 1995, “Krvavá slova: nenávist a svoboda slova”, 2000, “Následný otřes: antisionismus a antisemitismus”, 2005.

### Rukopisné práce
“Jak pohnat nacistické válečné zločince v Kanadě před soud”, B’nai Brith Canada, 1985, “Tuniská renesance”, 1990, “Nacističtí váleční zločinci v Kanadě: pět let poté”, B’nai Brith Canada, 1992, “Ochrana uprchlíků v nově vzniklých státech: Kyrgyzská republika”, kanadský Helsinský výbor pro lidská práva, 1998, “Co se stalo s Raoulem Wallenbergem”, 1998, “Prevence sexuálního zneužívání v polygamní komunitě”, 2005.